# Euomoea
Euomoea là một chi bướm đêm thuộc họ Geometridae.